# مگاستنس
مگاستنس (Megasthenes) مورخ و جغرافی‌دان یونانی بود که در حوالی ۳۰۰ ق م برآمد.او در حدود ۳۰۲ ق م سفیر سلوکوس نیکاتور (شاه سوریه از ۳۱۲ تا ۲۸۰ ق م) در دربار چاندراگوپتا در پاتالی پوترا واقع در هند بود.
کتاب گم‌شدهٴ او دربارهٴ هند، در دنیای باستان مرجع مهم مربوط به این کشور بود. قطعاتی که به ما رسیده، دارای اطلاعات جغرافیایی و نژادشناسی گرانبهایی است. سفارت مگاستنس، دست کم قسمتی، پیش از پایان سدهٴ چهارم صورت گرفت، ولی به هر صورت اطلاعات گردآوری شده به وسیلهٴ او مشکل است پیش از سدهٴ سوم ق م منتشر شده باشد.